# Bezzia varia
Bezzia varia är en tvåvingeart som beskrevs av Haeselbarth 1975. Bezzia varia ingår i släktet Bezzia och familjen svidknott.
Artens utbredningsområde är Zimbabwe. Inga underarter finns listade i Catalogue of Life.